# Abdel Hadi el-Gazzar
Abdel Hadi Ahmed el-Gazzar (in arabo عبد الهادي احمد الجزار‎?; 16 luglio 1960) è un ex cestista egiziano.

## Carriera
Con l'Egitto ha disputato i Giochi olimpici di Los Angeles 1984.